# Beatriz Córdova Bernal
Martha Beatriz Córdova Bernal (Ciudad Juárez, Chihuahua, 24 de febrero de 1967) es una política mexicana, miembro del partido Movimiento Ciudadano. Ha sido diputada federal para el periodo de 2012 a 2015.

## Biografía
Es licenciada en Educación Primaria por la Universidad Autónoma de Ciudad Juárez (UACJ) y en Educación Preescolar por la Universidad Pedagógica Nacional (UPN). Gran parte de su carrera profesional ejerció como docente.
Miembro del partido Convergencia —y su sucesor, Movimiento Ciudadano— desde su fundación en 1998. Fue consejera nacional y estatal en Chihuahua del partido y en 2003 fue secretaria general la comisión ejecutiva estatal en Chihuahua. Ese mismo año fue elegida diputada federal suplente a la LIX Legislatura de 2003 a 2006, siendo diputado propietario Jesús González Schmal pero nunca ejerció el cargo. 
De 2005 a 2008 fue presidenta del comité municipal de Convergencia en Ciudad Juárez y en 2009 fue candidata suplente de la coalición Salvemos a México, formada por Convergencia y el Partido del Trabajo a diputada federal por no elegida al cargo y de 2009 a 2012 fue representante sindical del Sindicato Nacional de Trabajadores de la Educación.
En 2012 fue elegida diputada federal por la vía de la representación proporcional a la LXII Legislatura que concluyó en 2015. En ella fue presidenta de la comisión de Protección Civil; secretaria de las comisiones de Relaciones Exteriores; y, Para conocer y dar seguimiento puntual y exhaustivo a las acciones que han emprendido las autoridades competentes en relación con los feminicidios registrados en México; así como integrante de las de Asuntos Frontera Norte; y, de Atención a Grupos Vulnerables.
En 2016 al asumir como presidente municipal de Ciudad Juárez Armando Cabada Alvídrez, la nombra como directora general de Educación del ayuntamiento, cargo al que renuncia en 2018 para ser candidata independiente a diputada federal por el Distrito 1 de Chihuahua en las elecciones de dicho año. Al no lograr el triunfo electoral, se reintegró a la dirección de Educación del ayuntamiento el 17 de septiembre del mismo año, a la que finalmente renunció el 29 de marzo de 2021.